# 바넘 브라운

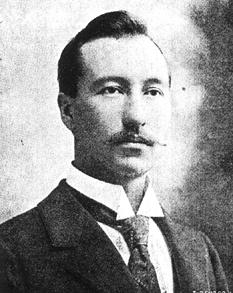
바넘 브라운

바넘 브라운(Barnum Brown, 1873년 2월 12일 ~ 1963년 2월 5일)은 미스터 본즈(Mr. Bones)로 불리는 미국의 고생물학자이다. 미국 캔자스 주 카본데일에서 태어났으며, 그의 이름은 유명 서커스 단원인 P. T. 바넘에서 가져왔다. 그는 빅토리아 시대에서 20세기 초까지 가장 유명한 화석 사냥꾼으로, 티라노사우루스를 최초로 발견했다.

## 공룡 화석 탐사
캔자스 대학교 재학 당시 그의 교수와 여름방학 때 사우스다코타 주와 와이오밍 주로 화석 탐사에 처음 본격적으로 나섰다(1894년, 1895년). 당시 와이오밍 탐사대는 길이 1.8미터, 너비가 1.5미터인 트리케라톱스의 머리뼈와 600킬로그램이 넘는 양의 화석을 발굴했다.
그는 후에 미국자연사박물관의 후원을 받게 된다. 그리하여 박물관으로부터 돈을 받아 탐사에 사용했고, 화석은 박물관으로 보내졌다. 1890년대에는 와이오밍에서 발굴을 하며 시간을 보내게 되다가, 1902년에 그가 이끄는 탐사대가 몬태나 주 사우스스턴에서 비로소 새로운 화석, 티라노사우루스의 뼈를 발견하게 된다.

## 참고 문헌
- 트레이시 펀, 『누가 티라노 사우루스를 발견했을까?』, 봄나무(2012)